# Tanumshede
Tanumshede je naselje koje je sjedište općine Tanum (švedski: Tanums kommun) u županiji Västra Götaland, pokrajina Bohuslän u zapadnoj Švedskoj. Naselje ima veličinu od 1,86 km², te je imalo 1.597 stanovnika (859 stan/km²) 2005. godine.
Naselje je najpoznatije po velikom broju prapovijesnih petroglifa iz brončanog doba (oko 1500. – 500. pr. Kr.) koji su upisani na UNESCO-ov popis mjesta svjetske baštine u Europi kao "jedinstveno umjetničko postignuće bogato motivima (ljudi, životinje, oružja, brodovi i dr.) te kulturnim i kronološkim jedinstvom. Oni otkrivaju život i vjerovanja europljana tijekom brončanog doba, te su izvanredne zbog svog broja i iznimne kvalitete."
Njih je 1972. godine slučajno pronašao Age Nilsen koji je postavljao eksploziv za građevinske radove. Ukupno ih ima oko 3000 na 100 kamenih ploča, koncentriranih na pet lokaliteta koja se nalaze na području od oko 51 hekatar (0,5 km²) koje se proteže 25 km uz negdašnju obalu fjorda koji je postojao u brončanom dobu kada su nastali. Najveći kamen je tzv. Vitlyckehäll koji se nalazi u Tanumshedeu.
Iz njihovih crteža na kamenju može se doći do zaključka kako su Skandinavci u brončanom i ranom željezbnom dobu bili vrsni drvodelje koji su svojim brodovima tipa Hjortspring znali prevoziti preko desetak putnika odjednom. Prikazana su i kola, lovci s lukom i strijelama, te drugi prizori lova, ali i poljoprivredni radovi, npr. oranje plugom s volovskom zapregom.
Kako bi bili vidljiviji, arheolozi su ih istaknuli crvenom bojom. Danas su petroglifi ugroženi erozijom od zagađenosti.
- Položaj općine Tanum u Švedskoj i županiji Västra Götaland
- Vitlyckehäll kamen s prikazom brodova
- "Čovjek iz Litslebyja"
- Petroglifi s Backe (Tanumshede)
- Petroglifi u Fossumu

## Vanjske poveznice
- Službene stranice općine (šved.)
- Skandinavsko društvo prapovijesne umjetnosti  Arhivirana inačica izvorne stranice od 27. rujna 2007. (Wayback Machine) (engl.)
- Fotografije (rus.)

### Ostali projekti
|  | Zajednički poslužitelj ima još gradiva o temi Tanumshede |